# Formation de l'île Snow Hill
La formation de l'île Snow Hill est une formation géologique située au nord-est de la péninsule antarctique, datée de la fin du Campanien et du début du Maastrichtien (Crétacé supérieur). Elle affleure sur l'archipel de James Ross et principalement sur les îles James Ross et Vega, avec quelques parties exposées sur l'île Cockburn et l'île Seymour.

## Paléontologie
La formation comporte des sites paléontologiques qui ont livré une faune marine (bivalves, ammonites, poissons cartilagineux et téléostéens, mosasaures, plésiosaures) et terrestre (dinosaures ornithopodes Trinisaura santamartaensis et  Morrosaurus antarcticus, et le théropode Imperobator antarcticus).